# Jean-Baptiste de Bressoles de Sisce
Jean Baptiste de Bressolles de Siscé, né le 23 décembre 1753 à Auvillar (Tarn-et-Garonne), mort le 30 novembre 1838 à Auvillar (Tarn-et-Garonne), est un général français de la Révolution et de l’Empire.

## États de service
Il entre en service le 12 janvier 1771, comme sous-lieutenant au régiment de Bretagne, et le 4 juillet 1777, il passe sous-lieutenant des grenadiers dans le même régiment avant d’être nommé lieutenant en second le 28 avril 1778. Premier lieutenant le 8 août 1780, il participe de 1781 à 1783, au siège de Gibraltar, et il reçoit son brevet de capitaine en second le 25 mai 1783.
Il est fait chevalier de Saint-Louis le 11 janvier 1792, et il devient chef de bataillon le 21 avril 1792, puis lieutenant-colonel le 21 août suivant. Il est nommé chef de brigade provisoire de la 46e demi-brigade d’infanterie le 7 septembre 1793, à l’armée du Rhin, et il est promu général de brigade provisoire le 14 juin 1794. Il est blessé d’un coup de feu à la jambe droite le 13 juillet 1794 à la prise du sommet du Schänzel (de), et il est confirmé dans son grade le 13 juin 1795. Le 30 décembre 1795, il commande une brigade dans la division du général Dumas à l’armée de Rhin-et-Moselle, et le 13 avril 1796, il passe au commandement d’une brigade d’infanterie dans la 1re division du général Delaborde à l’armée du Rhin. Il est blessé d’un coup de feu au bras gauche le 10 janvier 1797, lors de la prise de Kehl par les autrichiens.
Le 3 mai 1798, il est envoyé dans la 22e division militaire, puis le 16 août 1799, il rejoint l’armée d’Angleterre, avant de prendre le commandement de La Rochelle le 8 octobre 1799. En 1800, il commande le département d'Indre-et-Loire, puis Belle-Île-en-Mer en septembre 1800. Il est mis en congé de réforme le 20 février 1801, et commandant du département du Gard le 29 mars suivant. Il est fait chevalier de la Légion d’honneur le 5 février 1804 et commandeur de l’ordre 14 juin 1804.
En mars 1808, il prend temporairement le commandement de la 9e division militaire, et le 28 juillet 1809, il reprend la tête du département du Gard. Il est admis à la retraite le 23 octobre 1811.
Il meurt le 30 novembre 1838, à Auvillar.

## Sources
- (en) « Generals Who Served in the French Army during the Period 1789 - 1814: Eberle to Exelmans »
- Thierry Pouliquen, « Les généraux français et étrangers ayant servis [sic] dans la Grande Armée » (consulté le 2 février 2015)
- « Cote LH/2528/69 », base Léonore, ministère français de la Culture
- Docteur Robinet, Jean-François Eugène et J. Le Chapelain, Dictionnaire historique et biographique de la révolution et de l'empire, 1789-1815, volume 1, Librairie Historique de la révolution et de l’empire, 900 p. (lire en ligne), p. 275.
- (pl) « Napoléon.org.pl »
- Étienne Charavay, Correspondance générale de Carnot, tome 3, imprimerie Nationale, 1897, p. 161.
- Charles Théodore Beauvais et Vincent Parisot, Victoires, conquêtes, revers et guerres civiles des Français, depuis les Gaulois jusqu’en 1792, tome 26, C.L.F Panckoucke, janvier 1822, 414 p. (lire en ligne), p. 196.